# Jamie Campbell Bower
Pour les articles homonymes, voir Bower.
Jamie Campbell Bower, né le 22 novembre 1988 à Londres en Angleterre, est un acteur, chanteur et mannequin britannique.
Il s'est fait connaître en 2007 par son rôle d'Anthony dans Sweeney Todd : Le Diabolique Barbier de Fleet Street de Tim Burton avant de figurer plus tard au casting de deux séries de films à succès : Twilight (dans le rôle de Caius) et Harry Potter dans le rôle du jeune Gellert Grindelwald. En 2022, il joue le rôle de Vecna dans la quatrième saison de la série télévisée Stranger Things.

## Biographie
James Metcalfe Campbell Bower naît à Londres, en Angleterre, le 22 novembre 1988. Il est le fils d'Anne Elizabeth (née Roseberry), manager de musique, et de David Bower qui travaille pour la Gibson Guitar Corporation et le petit-fils de Sir John Campbell, lieutenant-gouverneur de Saint-Vincent-et-les-Grenadines.
Il apprend le violon avec la Méthode Suzuki. Il est scolarisé à Bedales School et fait partie du National Youth Music Theatre.

### Vie privée

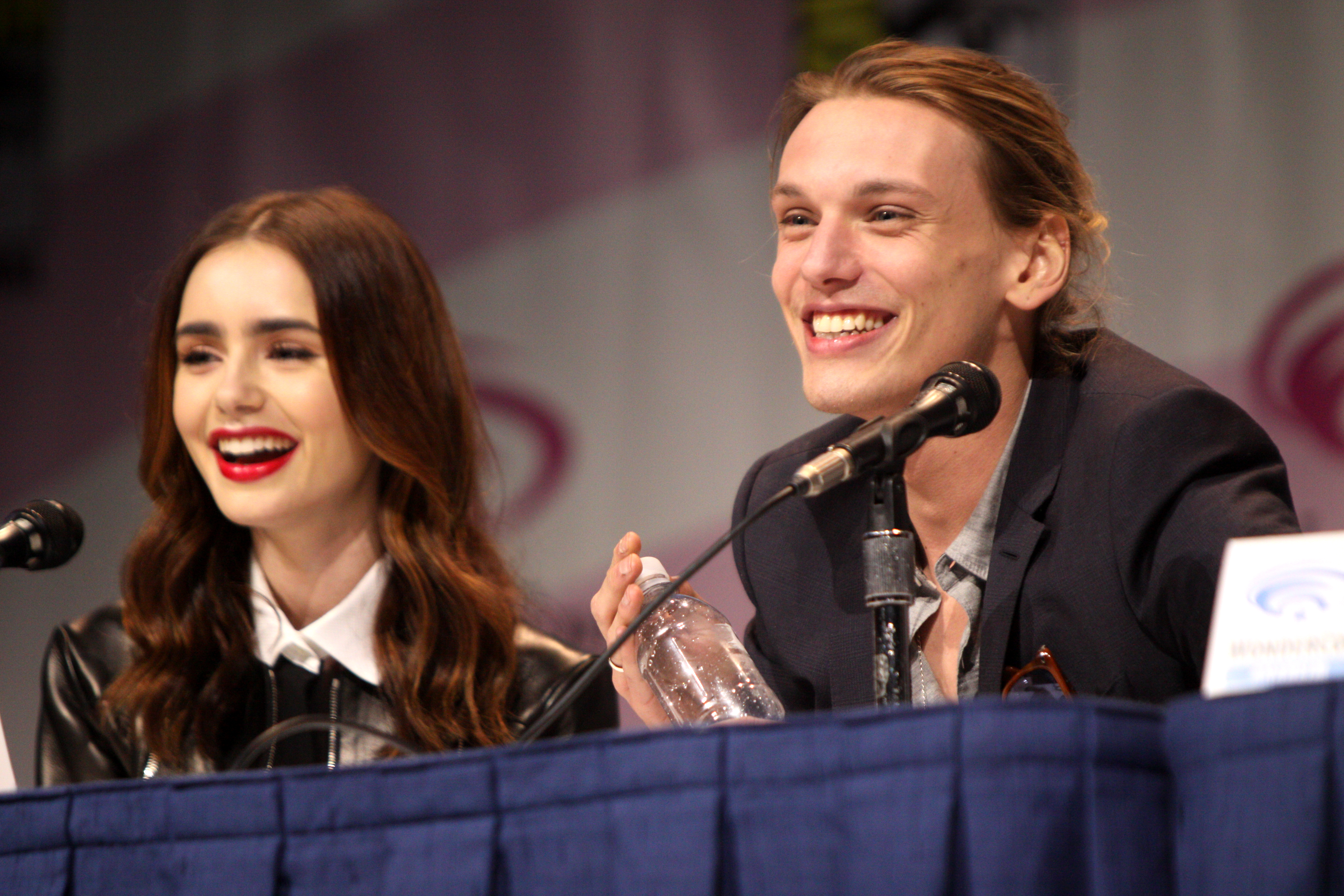
Lily Collins et Jamie Campbell Bower, lors du WonderCon 2013 pour la présentation de The Mortal Instruments : La Cité des ténèbres.

Il est d'abord en couple avec l'actrice et réalisatrice Bonnie Wright, rencontrée en 2009 durant le tournage d'Harry Potter et les Reliques de la Mort, 1re Partie. Le 10 avril 2010, ils annoncent leurs fiançailles,, puis se séparent deux ans plus tard, en juin 2012.
Il est ensuite en couple avec l'actrice Lily Collins, rencontrée sur le tournage du film The Mortal Instruments : La Cité des Ténèbres, de 2012 à juillet 2018.
Jamie est aussi dyslexique.

## Carrière
En 2003, il joue à Rome dans l'opéra de Roger Waters Ça ira. Il commence par jouer pour la BBC dans The Dinner Party. Sa carrière cinématographique débute lorsque Laura Michelle Kelly, une de ses amies qui apparaît aussi dans Sweeney Todd : Le Diabolique Barbier de Fleet Street, le recommande à son agent. On le retrouve par ailleurs dans RocknRolla avec un petit rôle de rocker, ainsi que dans Winter in Wartime (Oorlogswinter) où il incarne Jack. En 2009, il figure en tant que numéro 11-12 au générique du remake de la série Le Prisonnier et intègre le casting du deuxième volet de la saga Twilight, pour interpréter le rôle de Caïus Volturi. Il reprend son rôle de Caïus Volturi en 2011 et 2012 dans le dernier volet de la saga Twilight, scindé en deux parties.
Jamie Campbell Bower est par ailleurs chanteur dans le groupe The Darling Buds et mannequin pour la Select Model Management basée à Londres.
En 2010, il apparaît dans Harry Potter et les Reliques de la Mort, partie 1 où il incarne Gellert Grindelwald jeune. L'année suivante, il incarne le Roi Arthur dans la série fantastico-dramatique Camelot. Il figure également au casting  d'Anonymous, le thriller historique de Roland Emmerich, dans lequel il tient le rôle d'Edward de Vere. En 2012, il est choisi pour interpréter le rôle de Jace Wayland dans The Mortal Instruments : La Cité des Ténèbres, sorti le 23 août 2013.
En 2015, il devient le chanteur leader du groupe de punk rock Counterfeit, composé de Roland Jonhson, Sam Bower (son frère cadet), James Craig et Tristan Marmont. La même année il joue le rôle de Joe dans la comédie musicale britannique Bend It Like Beckham.
En 2017, il joue le rôle du poète Christopher Marlowe et un espion de la Reine Elizabeth I dans la série Will (série télévisée). En 2022, il joue dans la saison 4 de Stranger Things. Il commence une carrière solo en 2021, avec des chansons écrites par lui-même et aussi des covers, notamment en single Run On avec Devil In Me comme face B , qu'il a enregistrées en un jour pour conserver l'effet cru d'un enregistrement imparfait. Ces chansons sont une partie d'un projet musical inspiré de la La Divine Comédie.

## Filmographie

### Cinéma

#### Longs métrages
- 2007 : Sweeney Todd : Le Diabolique Barbier de Fleet Street (Sweeney Todd : The Demon Barber of Fleet Street) de Tim Burton : Anthony Hope
- 2008 : Winter in Wartime de Martin Koolhoven : Jack
- 2008 : RocknRolla de Guy Ritchie : le jeune rocker au chapeau
- 2009 : Twilight, chapitre II : Tentation (New Moon) de Chris Weitz : Caïus Volturi
- 2010 : London Boulevard de William Monahan : Whiteboy
- 2010 : Harry Potter et les Reliques de la Mort : partie 1 (Harry Potter and the Deathly Hallows : Part 1) de David Yates : Gellert Grindelwald jeune
- 2011 : Twilight, chapitre IV : Révélation, 1re Partie (The Twilight Saga : Breaking Dawn - Part 1) de Bill Condon : Caïus Volturi
- 2011 : Anonymous de Roland Emmerich : Edward de Vere jeune, comte d'Oxford
- 2012 : Twilight, chapitre V : Révélation, 2e Partie (The Twilight Saga : Breaking Dawn - Part 2) de Bill Condon : Caïus Volturi
- 2013 : The Mortal Instruments : La Cité des Ténèbres (The Mortal Instruments : City of Bones) d'Harald Zwart : Jace Wayland
- 2018 : Les Animaux Fantastiques : Les Crimes de Grindelwald (Fantastic Beasts : The Crimes of Grindelwald) de David Yates : Gellert Grindelwald jeune[18],[19]
- 2019 : Six Days of Sistine de Richard Perry : Jean-Baptiste
- 2024 : Horizon : Une saga américaine, chapitre 1 (Horizon: An American Saga - Chapter 1) de Kevin Costner : Caleb Sykes
- 2024 : Witchboard de Chuck Russell : Alexander Babtiste
- 2024 : Emmanuelle d'Audrey Diwan : sir John

#### Court métrage
- 2016 : Caer de Robert Kouba : Un homme

### Télévision

#### Séries télévisées
- 2009 : Le Prisonnier (The Prisoner) : Numéro 11-12
- 2011 : Camelot : Le Roi Arthur
- 2017 : Will (série télévisée) : Christopher Marlowe
- 2022 : Stranger Things : Henry Creel / Un / Vecna

#### Téléfilm
- 2007 : The Dinner Time de Tony Grounds : Douglas

### Clips vidéos
- 2012 : Florence and The Machine : Never Let Me Go
- 2015 : Counterfeit : Come Get Some / Hold Fire / Family Suicide / Letter To The Lost / Enough / It Gets Better

## Voix françaises
En France
| - Yoann Sover dans : - Camelot (série télévisée) - The Mortal Instruments : La Cité des ténèbres - Stranger Things (série télévisée, rôle de Henry Creel) - Horizon : Une saga américaine, chapitre 1 - Aurélien Ringelheim dans : - Twilight, chapitre II : Tentation - Twilight, chapitre IV : Révélation, 1re partie - Twilight, chapitre V : Révélation, 2e partie | Et aussi - Emmanuel Garijo dans Sweeney Todd : Le Diabolique Barbier de Fleet Street - Joachim Salinger dans Le Prisonnier (mini-série) - Benjamin Jungers dans Anonymous - Paul Borne dans Stranger Things (série télévisée, rôle de Vecna (voix)) - Pierre-Louis Bonnat dans Emmanuelle |

Au Québec
- Sébastien Reding[23] dans :
  - La Saga Twilight : Tentation
  - La Saga Twilight : Révélation, partie 1
- Éric Paulhus[23] dans :
  - La Légende de Camelot (série télévisée)
  - La Cité des ténèbres : La Coupe Mortelle